# Embed
Embed é um tipo de tag HTML para media, usada para incorporar arquivos multimedia de áudio e vídeo. Uma música pode tocar, quando uma página é exibida. Portanto, pode-se inserir arquivos de som dentro de um documento HTML, há extensões cujos arquivos são grandes, exigindo um tempo maior de download.

## Os arquivos midi
Midi é o acrônimo de Musical Instrument Digital Interface. É um formato de arquivo que permite, desde que se tenha software e hardware adequados, a edição, a armazenagem e a reprodução musical.
O formato Midi não é um formato de codificação ou de compactação de áudio, tal como o MP3. Pode-se compreender a diferença entre o Midi e os codecs de áudios como a diferença existente entre uma partitura ou tablatura e um Compact Disc, LP, um MD ou um cassete, ou seja, o arquivo midi não contém os sons a serem executados, mas as instruções para que o sintetizador do equipamento execute a canção.
A importância dos arquivos midi, portanto, não provém do fato de serem pequenos, mas da possibilidade de compartilhar, transpor notações e executar as músicas em diferentes equipamentos.
Pode-se, contudo, inserir um arquivo Midi em uma página HTML através do seguinte fragmento:
```
   
<
pre
>

   \\Nota: beijaeu.mid é o nome do arquivo de música.

     
<
BGSOUND
 
SRC
=
"beijaeu.mid"
>

         
<
EMBED
 
SRC
=
"beijaeu.mid"
 
WIDTH
=
"140"
 
HEIGHT
=
"25"
 
VOLUME
=
"60"
 
LOOP
=
"FALSE"
></
EMBED
>

   
</
pre
>

```

Lembrete: Os arquivos com sons deverão estar armazenados no provedor, juntamente com o documento HTML.

### Sons em navegadores diferentes
Entretanto, navegadores diferentes não decodificam os arquivos de som da mesma maneira.
Assim, o tag < embed > é reconhecido pelo Firefox, Mozilla suite e Netscape, e é escrito do seguinte modo:
< embed src="nomedoarquivo.mid" >.
Já o tag < bgsound > só é reconhecido pelo Internet Explorer. Na linguagem codificada, o tag é escrito assim:
< bgsound src="nomedoarquivo.mid" >.
Note-se que nomedoarquivo.mid é o arquivo de música. O nome real do arquivo deve substituir nomedoarquivo.mid.
Caso for desejado que a música repita-se infinitas vezes, deve-se adicionar o atributo loop="infinite".
Para facilitar a inserção dos tags de som, pode-se usar um script, para que os sons possam ser ouvidos, mesmo que interpretados por diferentes navegadores, como Mozilla / Netscape e Internet Explorer, entre outros.
Em geral, a seqüência de comandos do script começa com <SCRIPT> e termina com </SCRIPT>

### Exemplos de uso
- Repetição do arquivo infinitas vezes

```
<
pre
>

<
script
 
type
=
"text/javascript"
>
 

    
if
(
navigator
.
userAgent
.
indexOf
(
"MSIE"
)
 
!=
 
-
1
)

        
document
.
writeln
 
(
'<bgsound src="nomedoarquivo.mid" loop=infinite hidden=true volume=100>'
);

    
else

        
document
.
writeln
 
(
'<embed src="nome do arquivo.mid" loop=true autostart=true volume=100 hidden=true>'
);

</
script
>

</
pre
>

```

- Repetição do arquivo por 2 vezes consecutivas, com controle de execução do arquivo (loop="2")

```
<
pre
>

<
script
 
type
=
"text/javascript"
>
 

    
if
(
navigator
.
userAgent
.
indexOf
(
"MSIE"
)
 
!=
 
-
1
)

       
document
.
writeln
 
(
'<bgsound src="nomedoarquivo.mid" loop="2" volume=100>'
);

    
else

       
document
.
writeln
 
(
'<embed src="nome do arquivo.mid" loop="2" autostart=true volume=100>'
);

</
script
>
 

</
pre
>

```

- Repetição do arquivo por 3 vezes consecutivas, sem controle de execução do arquivo (loop="3", colocar hidden=true)

```
    
<
pre
>

       
<
script
 
type
=
"text/javascript"
>
 

          
if
(
navigator
.
userAgent
.
indexOf
(
"MSIE"
)
 
!=
 
-
1
)

             
document
.
writeln
 
(
'<bgsound src="nomedoarquivo.mid" loop="3" volume=100 hidden=true>'
);

          
else

             
document
.
writeln
 
(
'<embed src="nome do arquivo.mid" loop="3" autostart=true volume=100 hidden=true>'
);

       
</
script
>
 
    
</
pre
>

```

### Observações
- Para que a música seja executada logo que o visitante entre no endereço, deve-se incluir a sequência escolhida de comandos entre os tag <head> e </head>
- Substituir "nomedoarquivo.mid" pelo nome do arquivo, de extensão mid, que será usado na página.
- As linhas não podem ser quebradas. Elas devem constituir uma linha única em HTML.